# Kaliakra (przylądek)
Kaliakra (bułg. Нос Калиакра) – przylądek w odległości 12 km od bułgarskiego miasta Kawarna.